# Gran Premio di Russia 2016
Il Gran Premio di Russia 2016 è stata la quarta prova della stagione 2016 del campionato mondiale di Formula 1. La gara si è disputata domenica 1º maggio 2016 sul circuito di Soči ed è stata vinta da Nico Rosberg su Mercedes. Rosberg, al suo diciottesimo successo nel mondiale, ha preceduto sul traguardo il suo compagno di squadra Lewis Hamilton e Kimi Räikkönen su Ferrari.
La scuderia italiana ha ottenuto così il settecentesimo podio, in una gara valida per il campionato mondiale di F1.
Nico Rosberg ha ottenuto anche pole position, giro veloce in gara e ha condotto il gran premio per tutta la sua durata, ottenendo così il primo Grand Chelem in F1.

## Vigilia

### Sviluppi futuri
Al fine di consentire il test delle nuove gomme, che la Pirelli, fornirà a partire dal 2017, il Consiglio Mondiale dell FIA stabilisce 25 giornate di prove, con le attuali vetture di F1, da effettuarsi durante le stagione 2016, 2017 e 2018. Nel 2016 vi sarà anche la possibilità di testare le mescole 2017, ma su pneumatici della misura di quelli del 2016, su vetture però delle stagioni 2013 e 2014.

### Aspetti tecnici
Per questo gran premio la Pirelli, fornitrice unica degli pneumatici, porta pneumatici di mescola media, morbida e supermorbida. Le mescole assegnate per la gara sono la media e la morbida. Per la Q3 è assegnato un set obbligatorio di gomme supersoft. Tale set andrà restituito a Pirelli dai 10 piloti che si qualificano per Q3 mentre sarà a disposizione per la gara per tutti gli altri piloti.
Sono due le zone indicate dalla Federazione Internazionale dell'Automobile ove i piloti possono usare il Drag Reduction System: la prima è posta dopo la curva 1, con punto per la determinazione del distacco fra piloti posto poco prima di tale curva, mentre la seconda zona è stabilita tra le curve 11 e 13, con detection point fissato prima della curva 10. A seguito dei problemi sorti nell'edizione del 2015 per liberare dalla vettura incidentata, alla curva 13, Carlos Sainz Jr., gli organizzatori asfaltano la via di fuga e modificano le protezioni.
Dopo aver riscontrato dei problemi alla vettura nelle prime gare, la Sauber sostituisce il telaio a disposizione di Felipe Nasr. La Mercedes aggiorna tutti i motori da lei forniti nel mondiale, spendendo due dei gettoni permessi dal regolamento. L'intervento, che ha riguardato il sistema di alimentazione, non ha comportato la sostituzione di nessun propulsore. Anche la Ferrari ha annunciato di aver utilizzato tre gettoni, per la modifica della camera di combustione.

### Aspetti sportivi
Per la prima volta, da quando la gara è inserita nel calendario del mondiale, il gran premio viene spostato, dalla sua collocazione in autunno, a maggio.
Emanuele Pirro è nominato commissario aggiunto per questo gran premio, da parte della FIA. L'ex pilota di F1 ha già svolto spesso in passato tale funzione, l'ultima al Gran Premio del Giappone 2015.
Nella prima sessione di prove libere il messicano Alfonso Celis Jr. ha sostituito Nico Hülkenberg, mentre alla Renault, in questa sessione, ha esordito, nel corso di un weekend del mondiale di F1, il pilota russo Sergej Sirotkin, che ha utilizzato la vettura in luogo di Kevin Magnussen.

## Prove

### Resoconto
Le due Mercedes di Nico Rosberg e Lewis Hamilton comandano la classifica della prima sessione di prove libere. Il tedesco precede il compagno di squadra di 7 decimi, e stacca di oltre un secondo, il terzo della graduatoria, Sebastian Vettel. Quarto ha chiuso l'altro ferrarista Räikkönen, penalizzato da un problema all'ala mobile. Altri guai tecnici hanno limitato anche Felipe Massa, alla frizione. La pista, poco gommata, è stata infida per alcuni piloti, che hanno compiuto dei testacoda. Nel corso di questa sessione la Red Bull ha testato, sulla vettura di Daniel Ricciardo, un suo proprio sistema di protezione del volto del pilota, un cupolino di plexiglas, posto di fronte al pilota e fissato sulla vettura. Il dispositivo è stato apprezzato dal pilota, che ne ha promosso la funzionalità.
Nella seconda sessione Lewis Hamilton ha ottenuto il miglior rilievo di tempo, precedendo il duo tedesco Vettel-Rosberg. Il tempo del campione del mondo è di sei decimi più basso rispetto a quello del ferrarista, mentre Rosberg si è maggiormente concentrato sulla messa a punto della monoposto per il gran premio. Vettel invece ha subito un problema al cambio, che non ha potuto essere risolto entro il termine della sessione stessa. L'altro pilota della Ferrari, Kimi Räikkönen, ha chiuso quarto e ha svolto il lavoro di simulazione per la gara. Nell'utilizzo delle gomme supersoft, ha ottenuto il tempo dopo due giri di riscaldamento. Oltre a Vettel altri problemi tecnici hanno coinvolto Pascal Wehrlein. Al termine di questa sessione la Ferrari decide di sostituire il cambio sulla monoposto di Vettel: il pilota tedesco è così penalizzato di 5 posizioni sulla griglia di partenza.
Lewis Hamilton ottiene ancora il tempo più basso, nella terza sessione di prove libere. Il campione del mondo precede il compagno di team Nico Rosberg (per soli 68 millesimi), e le due Ferrari. La sessione è stata movimentata dalla introduzione della Virtual Safety Car, dopo un'uscita di pista, senza conseguenze per il pilota, di Sergio Pérez alla curva 13. Alla stessa curva anche Rosberg commette un errore, senza però impattare contro le protezioni, seguito poi anche da Romain Grosjean e da Lewis Hamilton. Anche questa sessione Vettel ha dovuto limitare la sua presenza, per problemi tecnici.

### Risultati
Nella prima sessione del venerdì si è avuta questa situazione:
| Pos | Nº | Pilota           | Costruttore | Tempo    | Gap    | Giri |
| --- | -- | ---------------- | ----------- | -------- | ------ | ---- |
| 1   | 6  | Nico Rosberg     | Mercedes    | 1'38"127 |        | 32   |
| 2   | 44 | Lewis Hamilton   | Mercedes    | 1'38"849 | +0"722 | 31   |
| 3   | 5  | Sebastian Vettel | Ferrari     | 1'39"175 | +1"048 | 19   |

Nella seconda sessione del venerdì si è avuta questa situazione:
| Pos | Nº | Pilota           | Costruttore | Tempo    | Gap    | Giri |
| --- | -- | ---------------- | ----------- | -------- | ------ | ---- |
| 1   | 44 | Lewis Hamilton   | Mercedes    | 1'37"583 |        | 30   |
| 2   | 5  | Sebastian Vettel | Ferrari     | 1'38"235 | +0"652 | 10   |
| 3   | 6  | Nico Rosberg     | Mercedes    | 1'38"450 | +0"867 | 37   |

Nella sessione del sabato si è avuta questa situazione:
| Pos | Nº | Pilota           | Costruttore | Tempo    | Gap    | Giri |
| --- | -- | ---------------- | ----------- | -------- | ------ | ---- |
| 1   | 44 | Lewis Hamilton   | Mercedes    | 1'36"403 |        | 17   |
| 2   | 6  | Nico Rosberg     | Mercedes    | 1'36"471 | +0"068 | 22   |
| 3   | 5  | Sebastian Vettel | Ferrari     | 1'37"007 | +0"604 | 28   |

## Qualifiche

### Resoconto
Durante le qualifiche molti piloti fanno segnare il miglior rilievo cronometrico dopo 2 o 3 giri di lancio. Il duo della Mercedes è il più rapido in pista, con Lewis Hamilton che precede Nico Rosberg di poco più di un decimo. Il britannico viene messo sotto indagine, da parte dei commissari, per non aver rispettato quanto deciso in merito all'utilizzo della pista in corrispondenza della seconda curva, ove Hamilton allarga troppo la traiettoria, rispetto al limite del tracciato.
Le altre scuderia di punta, come Ferrari, Red Bull e Williams attendono la fase finale della sessione per far segnare i loro tempi. Vengono eliminati, in questa fase, le coppie di piloti di Sauber, Manor e Renault.
La stessa situazione si riproduce nella seconda fase, con le Mercedes che sono le uniche vetture capaci di scendere sotto il muro del minuto e trentasei secondi, anche se questa volta Rosberg precede Hamilton. Anche in questo caso, sia la Ferrari che la Williams, decidono di affrontare la pista solo nei minuti finali della sessione. E proprio negli ultimi secondi Daniil Kvjat ottiene un tempo valido per il passaggio nella fase decisiva. Risultano, invece, esclusi i due piloti della Haas, i due della McLaren, Nico Hülkenberg e Carlos Sainz Jr..
Lewis Hamilton non partecipa alla Q3 per un grave problema al motore: il britannico è costretto alla sua sostituzione. Ciò da via libera a Nico Rosberg, che si pone al comando, precedendo il duo della Ferrari, dopo il primo tentativo. Poco dopo Valtteri Bottas strappa la terza posizione al connazionale Kimi Räikkönen. Rosberg commette un errore nel suo secondo tentativo, tanto da abortire il giro. Vettel mantiene il secondo tempo, dall'assalto di Bottas. Il tedesco della Ferrari parte comunque settimo, per la penalizzazione per la sostituzione del cambio.
Nico Rosberg fa sua la pole position, per la ventiquattresima volta nel mondiale, come Niki Lauda e Nelson Piquet; per la Mercedes è la decima partenza al palo in fila.

### Risultati
Nella sessione di qualifica si è avuta questa situazione:
| Pos                         | Nº | Pilota            | Costruttore               | Q1       | Q2       | Q3          | Griglia |
| --------------------------- | -- | ----------------- | ------------------------- | -------- | -------- | ----------- | ------- |
| 1                           | 6  | Nico Rosberg      | Mercedes                  | 1'36"119 | 1'35"337 | 1'35"417    | 1       |
| 2                           | 5  | Sebastian Vettel  | Ferrari                   | 1'36"555 | 1'36"623 | 1'36"123    | 7       |
| 3                           | 77 | Valtteri Bottas   | Williams-Mercedes         | 1'37"746 | 1'37"140 | 1'36"536    | 2       |
| 4                           | 7  | Kimi Räikkönen    | Ferrari                   | 1'36"976 | 1'36"741 | 1'36"663    | 3       |
| 5                           | 19 | Felipe Massa      | Williams-Mercedes         | 1'37"753 | 1'37"230 | 1'37"016    | 4       |
| 6                           | 3  | Daniel Ricciardo  | Red Bull Racing-TAG Heuer | 1'38"091 | 1'37"569 | 1'37"125    | 5       |
| 7                           | 11 | Sergio Pérez      | Force India-Mercedes      | 1'38"006 | 1'37"282 | 1'37"212    | 6       |
| 8                           | 26 | Daniil Kvjat      | Red Bull Racing-TAG Heuer | 1'38"265 | 1'37"606 | 1'37"459    | 8       |
| 9                           | 33 | Max Verstappen    | STR-Ferrari               | 1'38"123 | 1'37"510 | 1'37"583    | 9       |
| 10                          | 44 | Lewis Hamilton    | Mercedes                  | 1'36"006 | 1'35"820 | senza tempo | 10      |
| 11                          | 55 | Carlos Sainz Jr.  | STR-Ferrari               | 1'37"784 | 1'37"652 | N.D.        | 11      |
| 12                          | 22 | Jenson Button     | McLaren-Honda             | 1'38"332 | 1'37"701 | N.D.        | 12      |
| 13                          | 27 | Nico Hülkenberg   | Force India-Mercedes      | 1'38"562 | 1'37"771 | N.D.        | 13      |
| 14                          | 14 | Fernando Alonso   | McLaren-Honda             | 1'37"971 | 1'37"807 | N.D.        | 14      |
| 15                          | 8  | Romain Grosjean   | Haas-Ferrari              | 1'38"383 | 1'38"055 | N.D.        | 15      |
| 16                          | 21 | Esteban Gutiérrez | Haas-Ferrari              | 1'38"678 | 1'38"115 | N.D.        | 16      |
| 17                          | 20 | Kevin Magnussen   | Renault                   | 1'38"914 | N.D.     | N.D.        | 17      |
| 18                          | 30 | Jolyon Palmer     | Renault                   | 1'39"009 | N.D.     | N.D.        | 18      |
| 19                          | 12 | Felipe Nasr       | Sauber-Ferrari            | 1'39"018 | N.D.     | N.D.        | 19      |
| 20                          | 94 | Pascal Wehrlein   | Manor-Mercedes            | 1'39"399 | N.D.     | N.D.        | 20      |
| 21                          | 88 | Rio Haryanto      | Manor-Mercedes            | 1'39"463 | N.D.     | N.D.        | 21      |
| 22                          | 9  | Marcus Ericsson   | Sauber-Ferrari            | 1'39"519 | N.D.     | N.D.        | 22      |
| Tempo limite 107%: 1'42"726 |    |                   |                           |          |          |             |         |

In grassetto sono indicate le migliori prestazioni in Q1, Q2 e Q3.

## Gara

### Resoconto
Nico Rosberg mantiene il comando della gara alla partenza, seguito da Kimi Räikkönen, le due Williams, Lewis Hamilton e Max Verstappen. Nelle retrovie Sebastian Vettel viene tamponato, due volte, da Daniil Kvjat, ed è costretto al ritiro. A seguito di altri incidenti sono costretti all'abbandono anche Nico Hülkenberg e Rio Haryanto. La direzione di gara, al fine di consentire la pulizia della pista, fa entrare la Safety Car.
Alla ripartenza della gara Bottas passa Räikkönen, Hamilton e Massa. Al settimo giro, dopo aver fallito il controsorpasso su Bottas, Räikkönen cede la terza posizione a Hamilton. La direzione di gara, intanto, penalizza i piloti ritenuti responsabili degli incidenti al via: Kvjat subisce uno stop and go di dieci secondi, mentre Esteban Gutiérrez un drive through.
Valtteri Bottas effettua la sua sosta al giro 17, seguito dopo un giro da Lewis Hamilton: il pilota della Williams mantiene la posizione sull'inglese, per un giro, prima di cedere al campione del mondo. Nello stesso giro c'è la sosta anche di Felipe Massa. Kimi Räikkönen si ferma, per il cambio gomme, solo al giro 21, rientrando in pista dietro a Hamilton, ora secondo, ma davanti a Bottas e Max Verstappen. L'olandese si ferma poco dopo, scende in settima posizione, ma passa Sergio Pérez, al giro 27.
Nei giri seguenti, approfittando dei doppiaggi, Hamilton lima a otto secondi il distacco da Rosberg. La classifica rimane immutata fino al giro 34, quando Verstappen si ritira per un guasto al propulsore. Scala così sesto Fernando Alonso, seguito da Kevin Magnussen e Romain Grosjean.
Hamilton riceve l'annuncio di un problema tecnico con la temperatura dell'acqua, ed è costretto a interrompere il recupero sul battistrada. Negli ultimi giri Jenson Button passa Carlos Sainz Jr., ed entra in zona punti.
Nico Rosberg vince la settima gara consecutiva, la quarta gara dall'inizio della stagione, cogliendo anche il primo Grand Chelem della sua carriera, nella massima serie. La McLaren porta entrambe le vetture a punti per la prima volta dal Gran Premio d'Ungheria 2015, mentre la Renault ottiene i primi punti iridati del 2016; per la scuderia francese si tratta di un ritorno a punti dopo cinque anni, vale a dire dal Gran Premio del Brasile 2011.

### Risultati
I risultati del Gran Premio sono i seguenti:
| Pos | Nº | Pilota            | Costruttore          | Giri | Tempo/Ritiro                | Griglia | Punti |
| --- | -- | ----------------- | -------------------- | ---- | --------------------------- | ------- | ----- |
| 1   | 6  | Nico Rosberg      | Mercedes             | 53   | 1h32'41"997                 | 1       | 25    |
| 2   | 44 | Lewis Hamilton    | Mercedes             | 53   | +25"022                     | 10      | 18    |
| 3   | 7  | Kimi Räikkönen    | Ferrari              | 53   | +31"998                     | 3       | 15    |
| 4   | 77 | Valtteri Bottas   | Williams-Mercedes    | 53   | +50"217                     | 2       | 12    |
| 5   | 19 | Felipe Massa      | Williams-Mercedes    | 53   | +74"427                     | 4       | 10    |
| 6   | 14 | Fernando Alonso   | McLaren-Honda        | 52   | +1 giro                     | 14      | 8     |
| 7   | 20 | Kevin Magnussen   | Renault              | 52   | +1 giro                     | 17      | 6     |
| 8   | 8  | Romain Grosjean   | Haas-Ferrari         | 52   | +1 giro                     | 15      | 4     |
| 9   | 11 | Sergio Pérez      | Force India-Mercedes | 52   | +1 giro                     | 6       | 2     |
| 10  | 22 | Jenson Button     | McLaren-Honda        | 52   | +1 giro                     | 12      | 1     |
| 11  | 3  | Daniel Ricciardo  | Red Bull-TAG Heuer   | 52   | +1 giro                     | 5       |       |
| 12  | 55 | Carlos Sainz Jr.  | Toro Rosso-Ferrari   | 52   | +1 giro                     | 11      |       |
| 13  | 30 | Jolyon Palmer     | Renault              | 52   | +1 giro                     | 18      |       |
| 14  | 9  | Marcus Ericsson   | Sauber-Ferrari       | 52   | +1 giro                     | 22      |       |
| 15  | 26 | Daniil Kvjat      | Red Bull-TAG Heuer   | 52   | +1 giro                     | 8       |       |
| 16  | 12 | Felipe Nasr       | Sauber-Ferrari       | 52   | +1 giro                     | 19      |       |
| 17  | 21 | Esteban Gutiérrez | Haas-Ferrari         | 52   | +1 giro                     | 16      |       |
| 18  | 94 | Pascal Wehrlein   | Manor-Mercedes       | 51   | +2 giri                     | 20      |       |
| Rit | 33 | Max Verstappen    | Toro Rosso-Ferrari   | 33   | Power Unit                  | 9       |       |
| Rit | 5  | Sebastian Vettel  | Ferrari              | 0    | Collisione con D.Kvjat      | 7       |       |
| Rit | 27 | Nico Hülkenberg   | Force India-Mercedes | 0    | Collisione con R.Haryanto   | 13      |       |
| Rit | 88 | Rio Haryanto      | Manor-Mercedes       | 0    | Collisione con N.Hülkenberg | 21      |       |

## Classifiche mondiali

### Piloti
| Pos | Pilota            | Punti |
| --- | ----------------- | ----- |
| 1   | Nico Rosberg      | 100   |
| 2   | Lewis Hamilton    | 57    |
| 3   | Kimi Räikkönen    | 43    |
| 4   | Daniel Ricciardo  | 36    |
| 5   | Sebastian Vettel  | 33    |
| 6   | Felipe Massa      | 32    |
| 7   | Romain Grosjean   | 22    |
| 8   | Daniil Kvjat      | 21    |
| 9   | Valtteri Bottas   | 19    |
| 10  | Max Verstappen    | 13    |
| 11  | Fernando Alonso   | 8     |
| 12  | Kevin Magnussen   | 6     |
| 13  | Nico Hülkenberg   | 6     |
| 14  | Carlos Sainz Jr.  | 4     |
| 15  | Sergio Pérez      | 2     |
| 16  | Jenson Button     | 1     |
| 17  | Stoffel Vandoorne | 1     |

### Costruttori
| Pos | Costruttore               | Punti |
| --- | ------------------------- | ----- |
| 1   | Mercedes                  | 157   |
| 2   | Ferrari                   | 76    |
| 3   | Red Bull Racing-TAG Heuer | 57    |
| 4   | Williams-Mercedes         | 51    |
| 5   | Haas-Ferrari              | 22    |
| 6   | STR-Ferrari               | 17    |
| 7   | McLaren-Honda             | 10    |
| 8   | Force India-Mercedes      | 8     |
| 9   | Renault                   | 6     |

## Decisioni della FIA
Daniil Kvjat, oltre allo stop and go di dieci secondi comminatogli in gara, è stato penalizzato di tre punti sulla Superlicenza per l'incidente con Sebastian Vettel.
Esteban Gutiérrez, oltre al drive-through comminatogli in gara, subisce la sottrazione di due punti sulla Superlicenza per aver causato un incidente.